# ريتشارد لويس (سياسي بريطاني)
ريتشارد لويس (بالإنجليزية: Richard Lewis)‏ هو سياسي بريطاني، ولد في 10 ديسمبر 1943. انتخب أسقف وانتخب Bishop of Taunton ‏ (1992 – 1997) وانتخب أسقف إدموندسبري وإيبسويتش ‏ (1997 – 2007).